# Agra (Oklahoma)
Agra è una città della Contea di Lincoln, in Oklahoma. La popolazione al censimento del 2000 era di 356 persone residenti.